# Clavulinopsis arenicola
Clavulinopsis arenicola är en svampart som beskrevs av Corner 1950. Clavulinopsis arenicola ingår i släktet Clavulinopsis och familjen fingersvampar.   Inga underarter finns listade i Catalogue of Life.